# Olympische Sommerspiele 2000/Teilnehmer (Dänemark)
| Gelbes Symbol für Goldmedaillen mit stilisierten Olympischen Ringen | Graues Symbol für Silbermedaillen mit stilisierten Olympischen Ringen | Braundes Symbol für Bronzemedaillen mit stilisierten Olympischen Ringen |
| ------------------------------------------------------------------- | --------------------------------------------------------------------- | ----------------------------------------------------------------------- |
| 2                                                                   | 3                                                                     | 1                                                                       |

Dänemark nahm an den Olympischen Sommerspielen 2000 in der australischen Metropole Sydney mit 97 Athleten, 44 Frauen und 53 Männern, in 16 Sportarten teil.
Seit 1896 war es die 23. Teilnahme des nordeuropäischen Staates an Olympischen Sommerspielen.

## Flaggenträger
Der Segler Jesper Bank trug die Flagge Dänemarks während der Eröffnungsfeier im Stadium Australia; bei der Schlussfeier wurde sie von dem Sportschützen Torben Grimmel getragen.

## Medaillengewinner
Mit zwei gewonnenen Gold-, drei Silber- und einer Bronzemedaille belegte das dänische Team Platz 30 im Medaillenspiegel.

### Gold
| Name | Sportart | Wettkampf     |
| --- | -------- | ------------- |
| Camilla Andersen, Karen Brødsgaard, Tina Bøttzau, Katrine Fruelund, Maja Grønbek, Anette Hoffmann-Møberg, Lotte Kiærskou, Tonje Kjærgaard, Janne Kolling, Karin Ørnhøj Mortensen, Anja Nielsen, Lene Rantala, Christina Roslyng, Rikke Schmidt und Mette Vestergaard | Handball | Damen-Turnier |
| Jesper Bank, Henrik Blakskjær und Thomas Jacobsen | Segeln   | Soling        |

### Silber
| Name            | Sportart       | Wettkampf            |
| --------------- | -------------- | -------------------- |
| Camilla Martin  | Badminton      | Damen-Einzel         |
| Wilson Kipketer | Leichtathletik | 800 m                |
| Torben Grimmel  | Schießen       | Kleinkaliber liegend |

### Bronze
| Name                                                            | Sportart | Wettkampf                             |
| --------------------------------------------------------------- | -------- | ------------------------------------- |
| Eskild Ebbesen, Thomas Ebert, Victor Feddersen und Søren Madsen | Rudern   | Leichtgewichts-Vierer ohne Steuermann |

## Teilnehmer nach Sportarten

### Badminton
Herren
- Jens Eriksen & Jesper Larsen
Doppel: 5. Platz
- Peter Gade
Einzel: 4. Platz
- Poul-Erik Høyer Larsen
Einzel: 17. Platz
- Kenneth Jonassen
Einzel: 9. Platz
- Jim Laugesen & Michael Søgaard
Doppel: 9. Platz
- Martin Lundgaard Hansen & Lars Paaske
Doppel: 9. Platz

Damen
- Ann Jørgensen & Majken Vange
Doppel: 17. Platz
- Ann-Lou Jørgensen & Mette Schjoldager
Doppel: 9. Platz
- Helene Kirkegaard & Rikke Olsen
Doppel: 5. Platz
- Camilla Martin
Einzel: Silber
- Mette Sørensen
Einzel: 9. Platz

Mixed
- Jens Eriksen & Mette Schjoldager
Doppel: 5. Platz
- Jon Holst-Christensen & Ann Jørgensen
Doppel: 9. Platz
- Michael Søgaard & Rikke Olsen
Doppel: 4. Platz

### Bogenschießen
Damen
- Katja Brix Poulsen
Einzel: 45. Platz

### Handball
Damen
- Camilla Andersen, Karen Brødsgaard, Tina Bøttzau, Katrine Fruelund, Maja Grønbek, Anette Hoffmann-Møberg, Lotte Kiærskou, Tonje Kjærgaard, Janne Kolling,  Karin Ørnhøj Mortensen, Anja Nielsen, Lene Rantala, Christina Roslyng,  Rikke Schmidt, Mette Vestergaard
Olympiasieger Gold

### Kanu
Herren
- Torsten Tranum
Einer-Kajak, 1000 m: 6. Platz
- Paw Madsen & Jesper Møllegaard Staal
Zweier-Kajak, 500 m: Halbfinale
Zweier-Kajak, 1000 m: Halbfinale

### Leichtathletik
Herren
- Jan Bielecki
Hammerwurf: 33. Platz in der Qualifikation
- Wilson Kipketer
800 m: Silber
- Joachim Olsen
Kugelstoßen: 17. Platz in der Qualifikation

Damen
- Marie Bagger Rasmussen
Stabhochsprung: 8. Platz

### Moderner Fünfkampf
Damen
- Pernille Svarre
Einzel: 19. Platz

### Radsport
Herren
- Jesper Agergård
Mountainbike, Cross-Country: 36. Platz
- Frank Høj
Straßenrennen: 6. Platz
- Jimmi Madsen
Punktefahren: 22. Platz
- Jimmi Madsen & Jakob Piil
Madison: 39. Platz
- Lars Michaelsen
Straßenrennen: DNF
- Michael Rasmussen
Mountainbike, Cross-Country: DNF
- Michael Sandstød
Straßenrennen: DNF
Einzelzeitfahren: DNF
- Nicki Sørensen
Straßenrennen: 39. Platz
- Rolf Sørensen
Straßenrennen: 58. Platz

### Reiten
Mixed
- Anne Jensen-van Olst
Dressur, Einzel: 29. Platz
Dressur, Mannschaft: 4. Platz
- Lone Castrup Jørgensen
Dressur, Einzel: 7. Platz
Dressur, Mannschaft: 4. Platz
- Jon Petersen
Dressur, Einzel: 15. Platz
Dressur, Mannschaft: 4. Platz
- Morten Thomsen
Dressur, Einzel: 45. Platz
Dressur, Mannschaft: 4. Platz
- Thomas Velin
Springreiten, Einzel: 10. Platz
- Nils Haagensen
Vielseitigkeitsreiten, Einzel: DNF

### Rudern
Herren
- Eskild Ebbesen, Thomas Ebert, Victor Feddersen & Søren Madsen
Leichtgewichts-Vierer ohne Steuermann: Bronze
- Bo Kaliszan & Bertil Samuelson
Leichtgewichts-Doppelzweier: 10. Platz

Damen
- Bianca Carstensen, Katrin Gleie, Sarah Lauritzen & Dorthe Pedersen
Doppelvierer: 6. Platz

### Schießen
Herren
- Torben Grimmel
Kleinkaliber, liegend: Silber

Damen
- Anni Bissø
Luftgewehr: 20. Platz
Kleinkaliber, Dreistellungskampf: 6. Platz
- Karen Hansen
Luftpistole: 25. Platz
Sportpistole: 28. Platz
- Susanne Meyerhoff
Luftpistole: 35. Platz
Sportpistole: 39. Platz

### Schwimmen
Herren
- Jacob Carstensen
200 m Freistil: 20. Platz
400 m Freistil: 18. Platz
- Dennis Otzen Jensen
100 m Schmetterling: 42. Platz
- Henrik Steen Andersen, Jacob Carstensen, Jeppe Bøje Nielsen & Dennis Otzen Jensen
4 × 100 m Freistil: 18. Platz
4 × 200 m Freistil: 11. Platz

Damen
- Mette Jacobsen
50 m Freistil: 17. Platz
100 m Schmetterling: 13. Platz
200 m Schmetterling: 4. Platz
- Louise Ørnstedt
100 m Rücken: 8. Platz
200 m Rücken: 12. Platz
- Sophia Skou
100 m Schmetterling: 15. Platz
200 m Schmetterling: 14. Platz

### Segeln
Herren
- Lasse Hjortnæs
Finn Dinghy: 20. Platz

Damen
- Kristine Roug
Europe: 10. Platz
- Michaela Meehan & Susanne Ward
470er: 10. Platz

Mixed
- Jesper Bank, Henrik Blakskjær & Thomas Jacobsen
Soling: Gold
- Stig Raagaard Hansen & Helene Hansen
Tornado: 13. Platz
- Michael Hestbæk & Jonatan Persson
49er: 9. Platz
- Peder Rønholt
Laser: 13. Platz

### Taekwondo
Herren
- Muhammed Dahmani
Weltergewicht: 11. Platz

Damen
- Hanne Høegh Poulsen
Fliegengewicht: 4. Platz

### Tennis
Herren
- Kristian Pless
Einzel: 2. Runde

### Tischtennis
Herren
- Michael Maze & Finn Tugwell
Doppel: 9. Platz

### Triathlon
Herren
- Jan Hansen
44. Platz

Damen
- Marie Overbye
28. Platz